# Oliver Buff
Oliver Buff (ur. 3 sierpnia 1992 w Baden) – szwajcarski piłkarz występujący na pozycji pomocnika.

## Kariera klubowa
Jako junior Buff grał w klubach FC Oetwil-Geroldswil oraz FC Zürich. W sezonie 2009/2010 awansował do pierwszej drużyny Zürichu i 21 marca 2010 w wygranym 2:0 meczu z Bellinzoną zadebiutował w Swiss Super League. Z kolei 5 kwietnia 2010 w wygranym 3:2 spotkaniu z Grasshopper Club Zürich strzelił swojego pierwszego gola w tej lidze. W sezonach 2013/2014 oraz 2015/2016 zdobył z zespołem Puchar Szwajcarii (2014, 2016). W sezonie 2015/2016 zanotował z nim również spadek do Swiss Challenge League.
W 2017 roku przeszedł do hiszpańskiego Realu Saragossa. W Segunda División swój pierwszy mecz rozegrał 18 sierpnia 2017 przeciwko CD Tenerife (0:1). W styczniu 2019 przeniósł się do cypryjskiego Anorthosisu Famagusta, w którym grał do końca sezonu 2018/2019. Następnie wrócił do Szwajcarii, gdzie został zawodnikiem Grasshopper Club Zürich, grającego w Challenge League.
W 2021 przeszedł do malezyjskiego Selangoru, w którym spędził sezon 2021. Następnie odszedł do litewskiego Žalgirisu Wilno. W sezonie 2022 zdobył z nim mistrzostwo Litwy oraz Puchar Litwy.

## Kariera reprezentacyjna
Buff reprezentował Szwajcarię na szczeblach U-16, U-17, U-18, U-19 oraz U-21. Wraz z kadrą U-17 wywalczył mistrzostwo świata w 2009.
W 2012 roku został powołany do drużyny U-23 na letnie igrzyska olimpijskie i na nich w jednym meczu, a Szwajcaria odpadła z turnieju po fazie grupowej.